# Интерпланетарен интернет
Интерпланетарният интернет или още междупланетният интернет (на английски: Interplanetary Internet, IPN) e предназначен за обезпечение на свръхдалечни космически връзки проект за Интернет на NASA. В разработката му взима участие Винт Сърф, бивш вицепрезидент на компанията Google.

## Принцип на работа
При проектирането се използва архитектура DTN (Delay & Disruption-Tolerant Networking). Една от особеностите на протоколите, построени на базата на тази архитектура, е доставката на данни извън зависимостта от текущото състояние на каналите за връзка. В DTN е реализиран принципът на работа „съхрани и предай“. При получаването на данните за отделните възли в дадения момент, които се намират извън зоната на достъп, данните се съхраняват. След намирането на маршрута до получателя (или на самия получател), данните се предават на следващия възел.

## Текущ статус на разработката на проекта
В мрежата за междупланетна връзка на NASA, построена по архитектурата DTN, има общо 10 възела.

## План за развитие на проекта
NASA планира да използва IPN при подготовка на бъдеща лунна експедиция.